# Михеев, Павел Антонович
Павел Антонович Михеев (1915—1981) — лейтенант Советской Армии, участник Великой Отечественной войны, Герой Советского Союза (1945).

## Биография
Павел Михеев родился 18 декабря 1915 года в селе Троицкое (ныне — Сараевский район Рязанской области). После окончания семилетней школы работал в колхозе в Алтайском крае. В 1937—1939 годах проходил службу в Рабоче-крестьянской Красной Армии, участвовал в боях на озере Хасан. Демобилизовавшись, переехал в Москву, работал продавцом военторга. В июле 1941 года Михеев повторно был призван в армию. В 1944 году окончил Горьковское танковое училище.
К январю 1945 года гвардии младший лейтенант Павел Михеев командовал танковым взводом 49-й гвардейской танковой бригады 12-го гвардейского танкового корпуса 2-й гвардейской танковой армии 1-го Белорусского фронта. Отличился во время освобождения Иновроцлава. В ночь с 21 на 22 января 1945 года Михеев во главе группы из четырёх танков ворвался в город и захватил телеграф, радиоузел, железнодорожную станцию и аэродром. Перерезав шоссе на Быдгощ, взвод Михеева перекрыл пути отхода противнику, отразив все немецкие контратаки, и уничтожил 6 танков и более 100 автомашин.
Указом Президиума Верховного Совета СССР от 27 февраля 1945 года за «образцовое выполнение боевых заданий командования на фронте борьбы с немецкими захватчиками и проявленные при этом мужество и героизм» гвардии младший лейтенант Павел Михеев был удостоен высокого звания Героя Советского Союза с вручением ордена Ленина и медали «Золотая Звезда» за номером 5991.
18 апреля 1945 года в бою на Зееловских высотах Михеев получил тяжёлую контузию. В 1946 году в звании лейтенанта он был уволен в запас. Проживал в Москве, работал в торговле. Скончался 9 апреля 1981 года, похоронен на Кунцевском кладбище Москвы.
Был также награждён рядом медалей.